# Niskasaari (ö i Norra Österbotten, Koillismaa, lat 65,50, long 29,67)
Niskasaari är en ö i Finland. Den ligger i sjön Sarvijärvi och i kommunen Kuusamo i den ekonomiska regionen  Koillismaa ekonomiska region  och landskapet Norra Österbotten, i den nordöstra delen av landet, 600 km norr om huvudstaden Helsingfors. Öns area är 0,3 hektar och dess största längd är 130 meter i sydöst-nordvästlig riktning.